# Posoka (powiat koniński)
Posoka – wieś w Polsce, położona w województwie wielkopolskim, w powiecie konińskim, w gminie Stare Miasto, nad rzeką Pową (tradycyjnie zwaną też Pokrzywnicą) i przy południowo-zachodniej granicy administracyjnej Konina. Miejscowość wchodzi w skład sołectwa Rumin.
Od czasów Królestwa Polskiego do lat 40. XX wieku posiadłość rodów ziemiańskich, m.in. Kobusiewiczów i Czerwińskich. Obecnie część pozostaje w posiadaniu rodziny Czerwińskich i nosi tradycyjną nazwę "Posoka-Kamilówka", pochodzącą od jednej z ostatnich mieszkanek nadal istniejącego i zamieszkanego dworku pochodzącego z przełomu XIX i XX wieku, Kamili Antoniny z Kobusiewiczów Mieczysławowej Czerwińskiej (1901–1993).
W latach 1975–1998 miejscowość administracyjnie należała do województwa konińskiego.